# Factor limitante
Un factor limitante, también conocido como límite de tolerancia, es un recurso, variable, elemento o condición de un sistema que por su carácter escaso respecto al resto de factores determina y limita el desarrollo y evolución de un proceso determinado. Es un término ampliamente utilizado en química, biología, ecología, agricultura y economía.

## Ecología
La tolerancia de las especies a las diferentes condiciones o niveles de recursos varía. Es decir, existe un factor que limita el crecimiento del número de organismos en una población. Algunas especies tienen una amplia tolerancia a algunos factores ambientales (euritópicas), con una curva de tolerancia abierta y un amplio intervalo óptimo, y escasa tolerancia a otros (estenotópicas). Aquellas especies que son euritópicas frente a muchos factores ambientales se las denomina especies cosmopolitas. También el crecimiento de las especies y la reproducción con frecuencia están regulados por una sola o unas pocas condiciones o recursos escasos. 
Por ejemplo, las plantas necesitan luz, nutrientes del suelo y agua. En los climas áridos, el crecimiento de la planta está muy correlacionado con la lluvia; hay luz suficiente, pero el agua es el factor limitante. No solo la escasez de un recurso puede ser limitante, sino también el exceso.

## Biología
Un factor limitante es aquella variable (abiótica, como luz o temperatura) en el medio capaz de disminuir la población en una zona o área determinada para las especies; actúa como un "freno" al crecimiento.
Por lo mismo este tipo de factores varía según el ecosistema en cuestión. A veces se habla como sinónimo de factores abióticos limitantes al crecimiento de una población, lo que también sería apropiado. El típico ejemplo para los factores biolimitantes es el agua para el desierto, o la luz para los habitantes de las zonas más profundas del mar. Ambos factores abióticos vendrían a ser el "freno" natural para el desarrollo en aquellos hábitats.
- Datos: Q2036718